# Ibrahim Kodra
Ibrahim Shaban Likmetaj Kodra, född den 22 april 1918 i Ishëm (nära Durrës), död den 7 februari 2006 i Milano, var en albansk konstnär.
Kodra reste år 1938 till Italien för att studera vid ett konstuniversitet. Han fick ett stipendium från den italienska regeringen som en "framväxande talang". År 1944 öppnade han sin första verkstad i Milano, och år 1948 öppnade han en separatutställning och en grupputställning i konstklubben i Rom, där han även träffade Pablo Picasso. Kodra startade sedan en utställning tillsammans med Picasso, Rouault, Dufy, Matisse och Modigliani. Kodra hade även många andra utställningar i flera länder. Hans verk återfinns i Vatikanmuseerna, i det italienska parlamentet i Rom och på många andra platser i världen. Kodra avled vid 81 års ålder i Milano år 2006.

## Representerad
- Vatikanmuseerna
- Deputeradekammaren (Italien), det italienska parlamentet
- Museum Kodra, Lugano, schweizisk
- Kosova National Art Gallery, Pristina, Albanien
- Museum Kodra, Milano, Italien
- Art Gallery of basilikan santuario di Santa Maria de finibus Terrae, Santa Maria di Leuca
- Art Gallery samling av Metropolitan City of Milan (Provincia di Milano), Italien

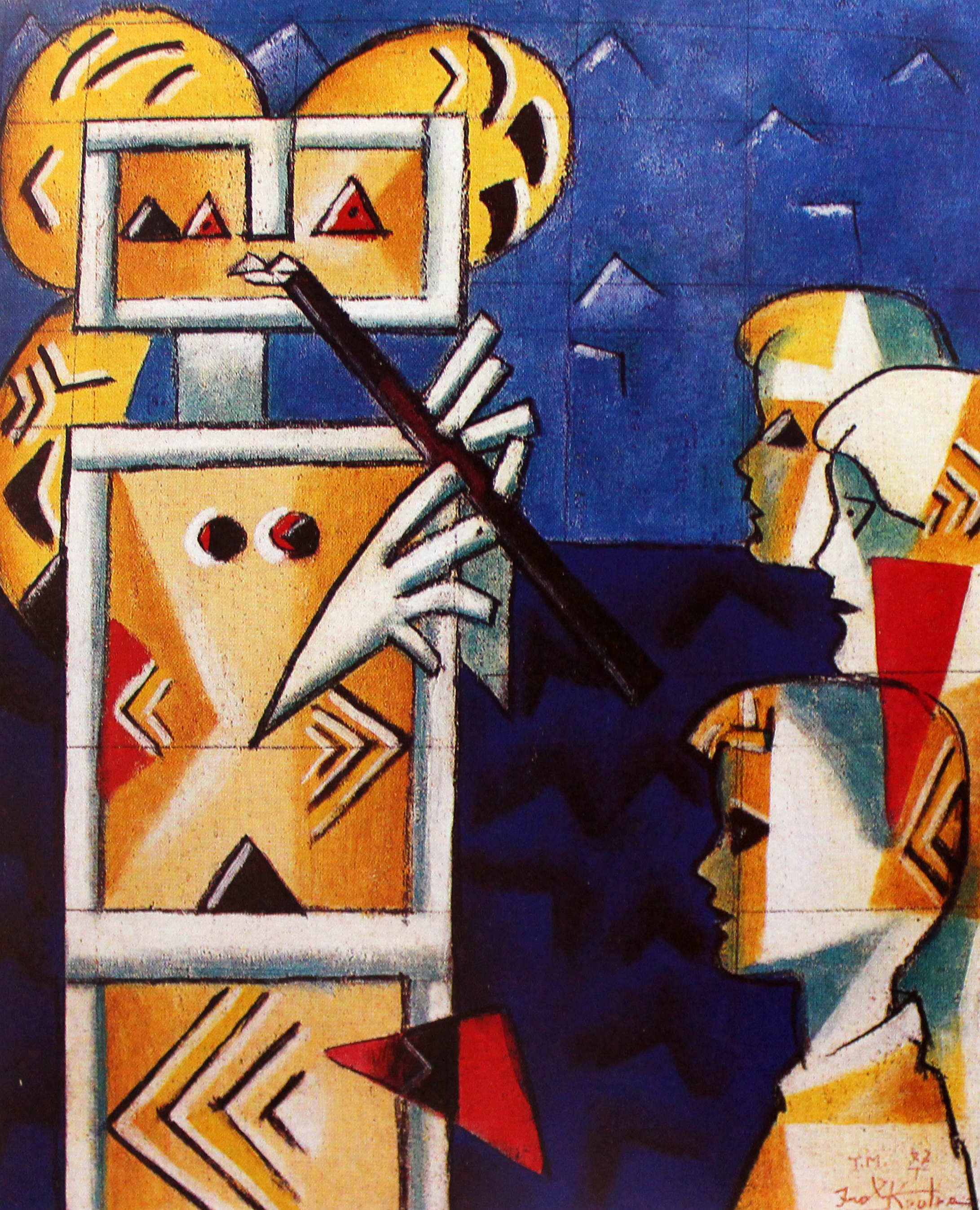
Music Lesson, 1997, olja på duk, 80 x 100 cm.
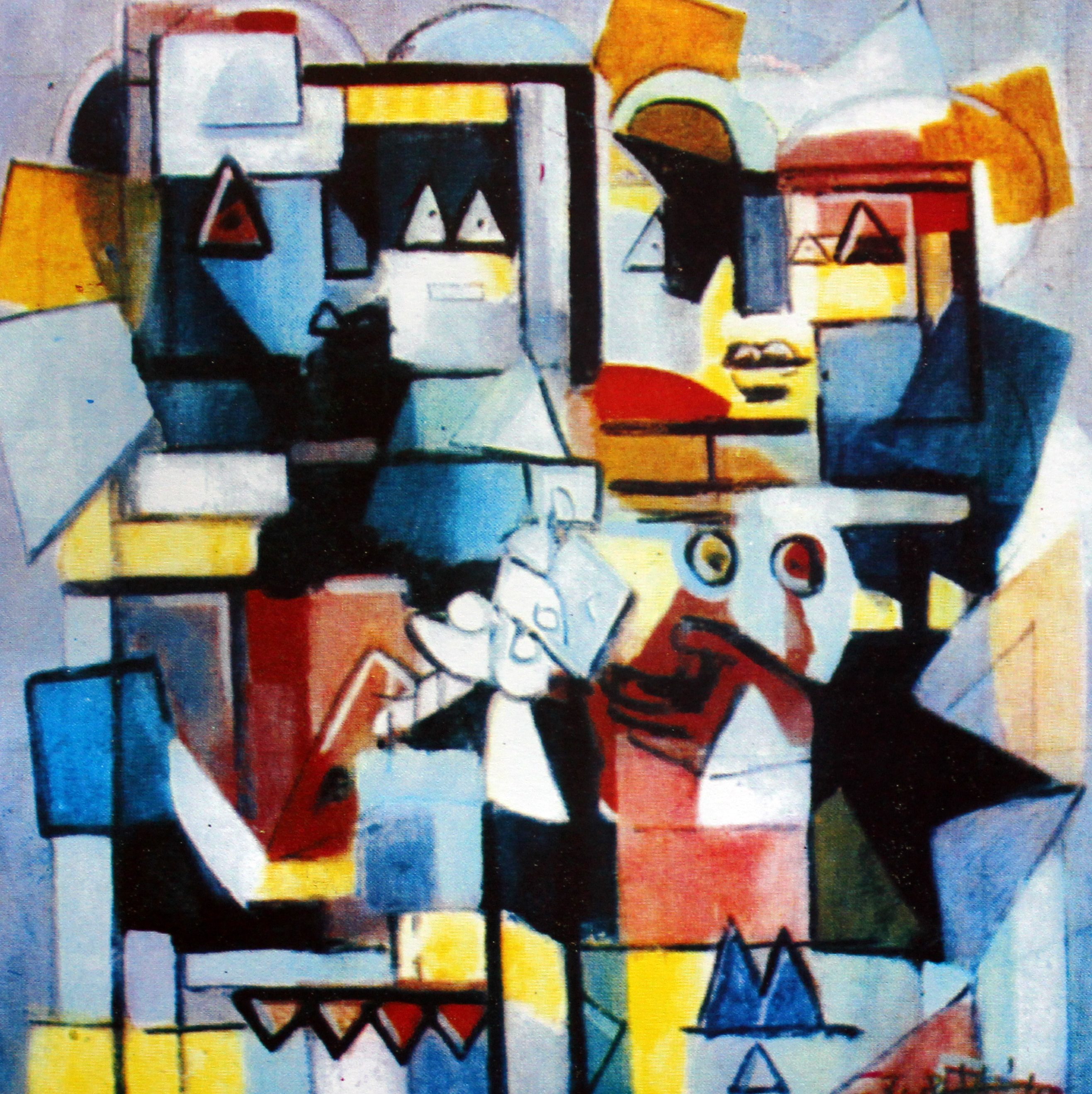
the date, 1987, olja på duk, 80 x 100 cm
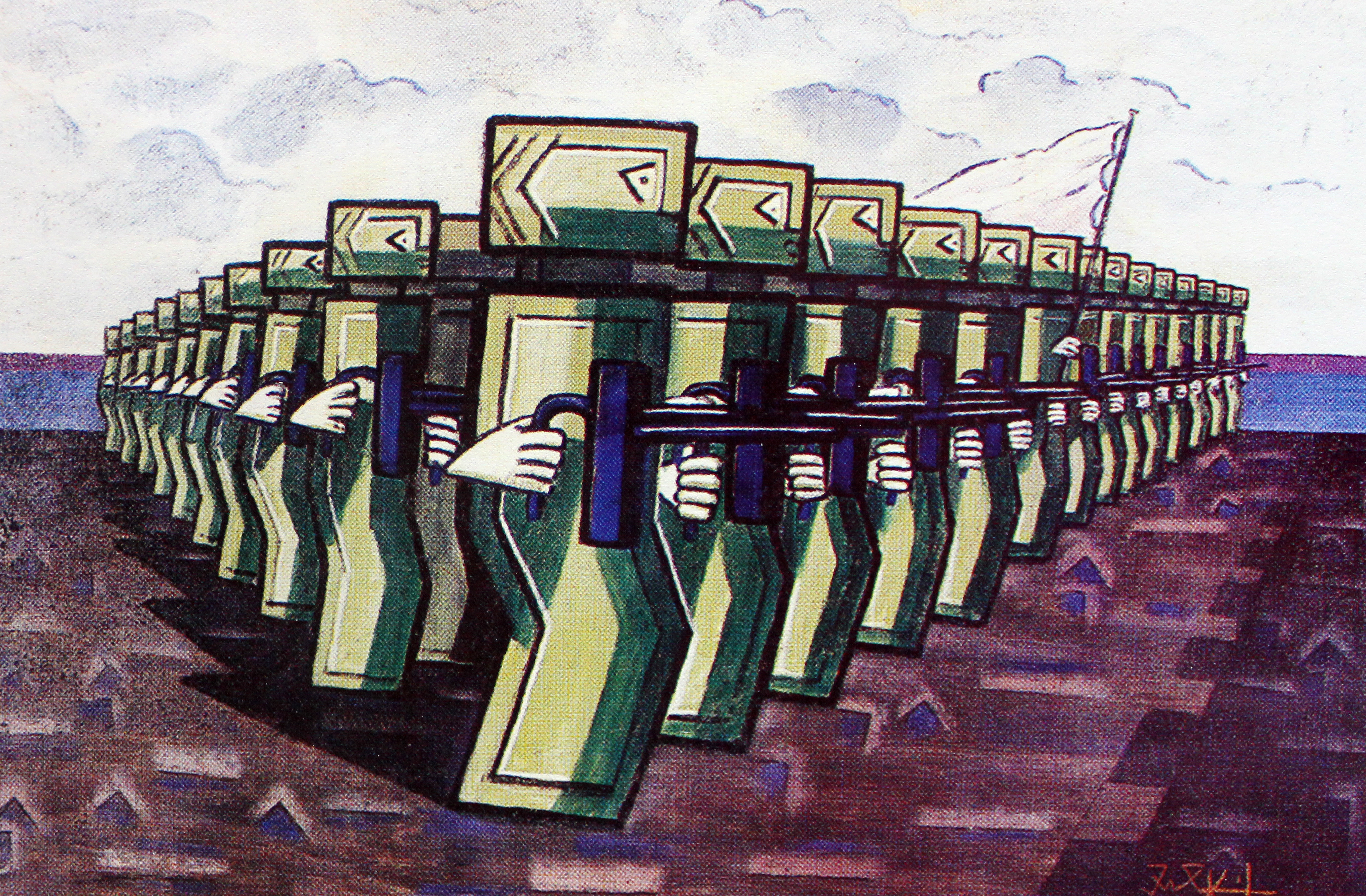
The war for peace, 1977, olja på duk, 80 x 100 cm.
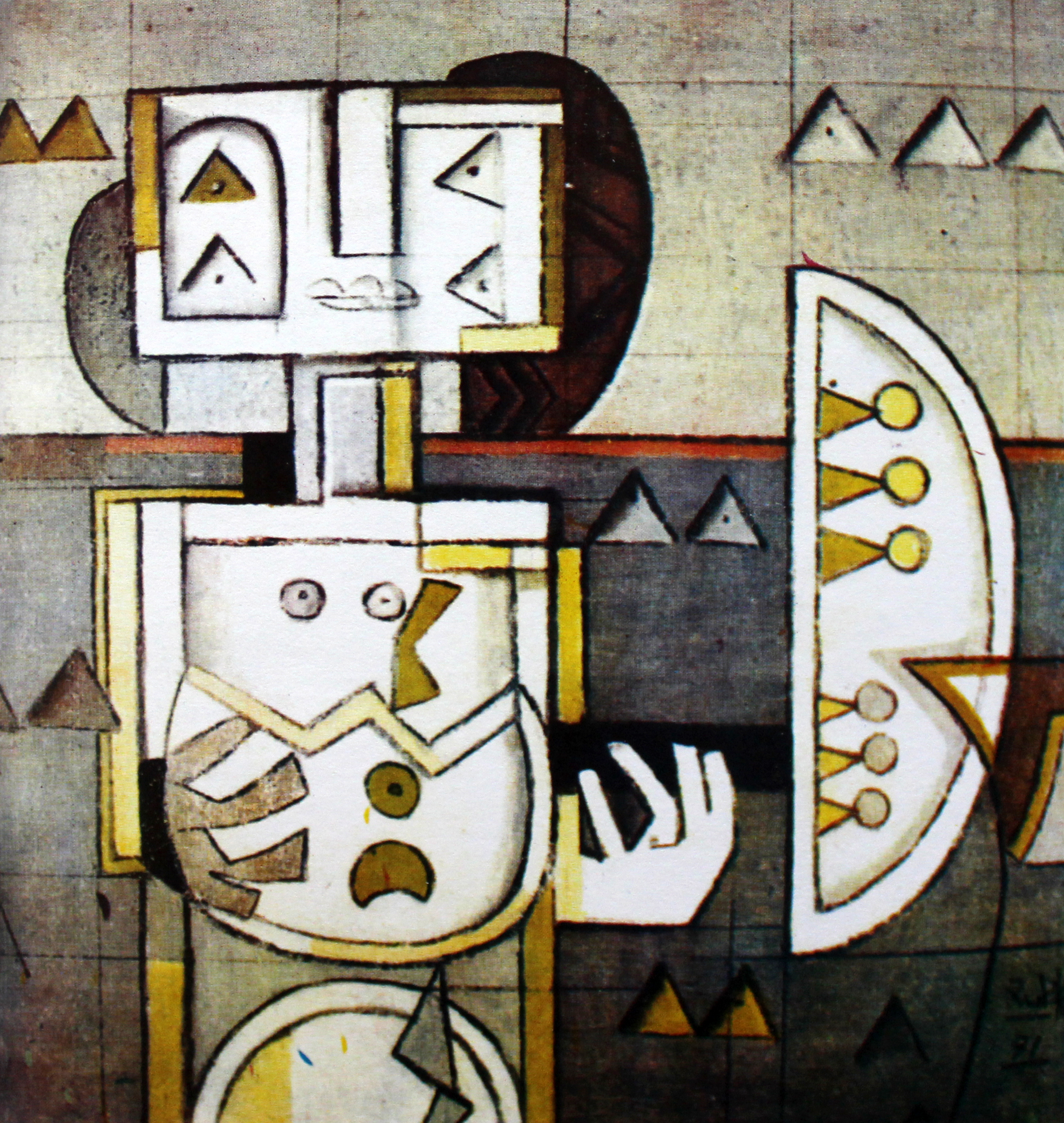
The birth of the idol, 1971, olja på duk, 80 x 100 cm.
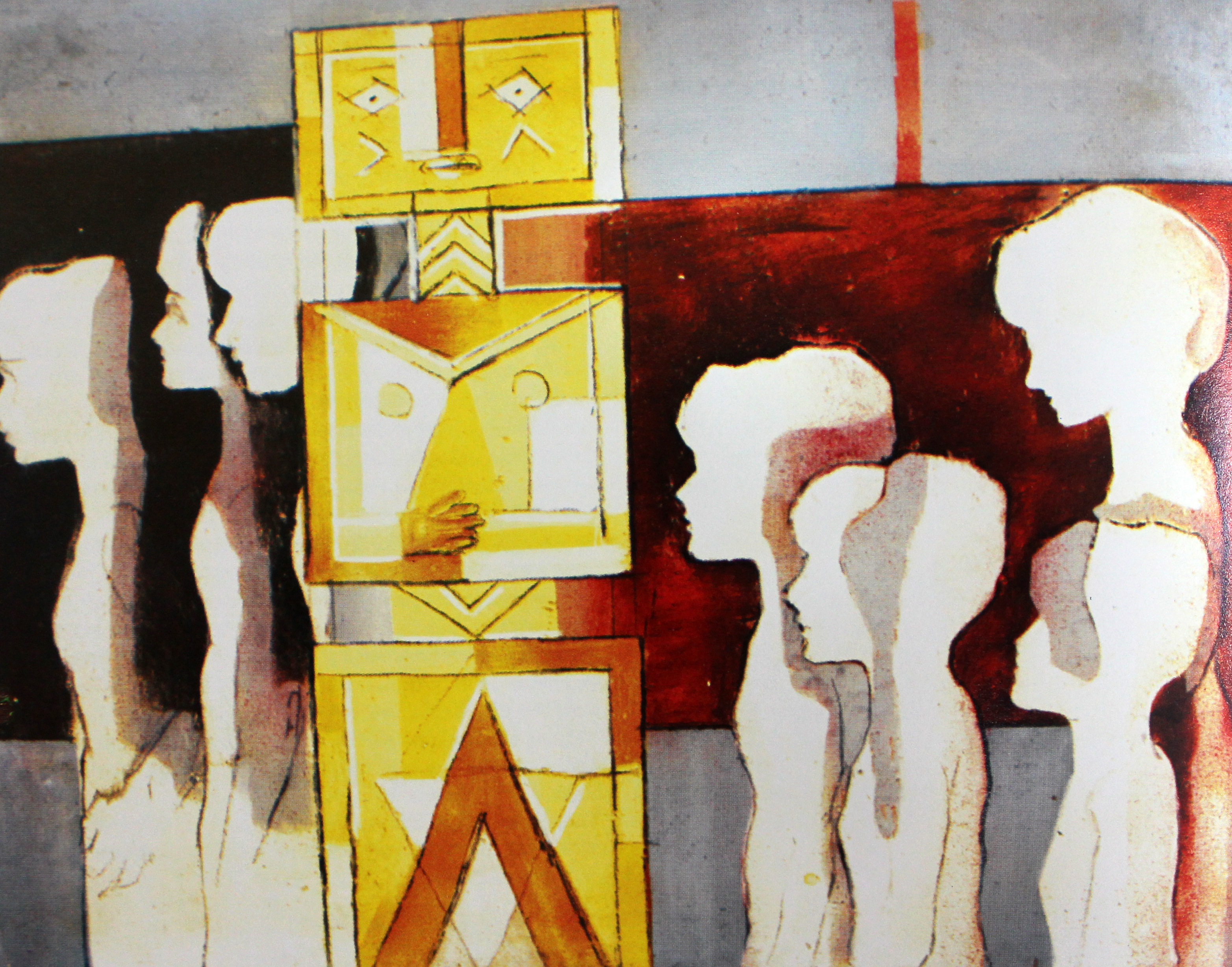
Seeking new idols, 1968, olja på duk, 80 x 100 cm.
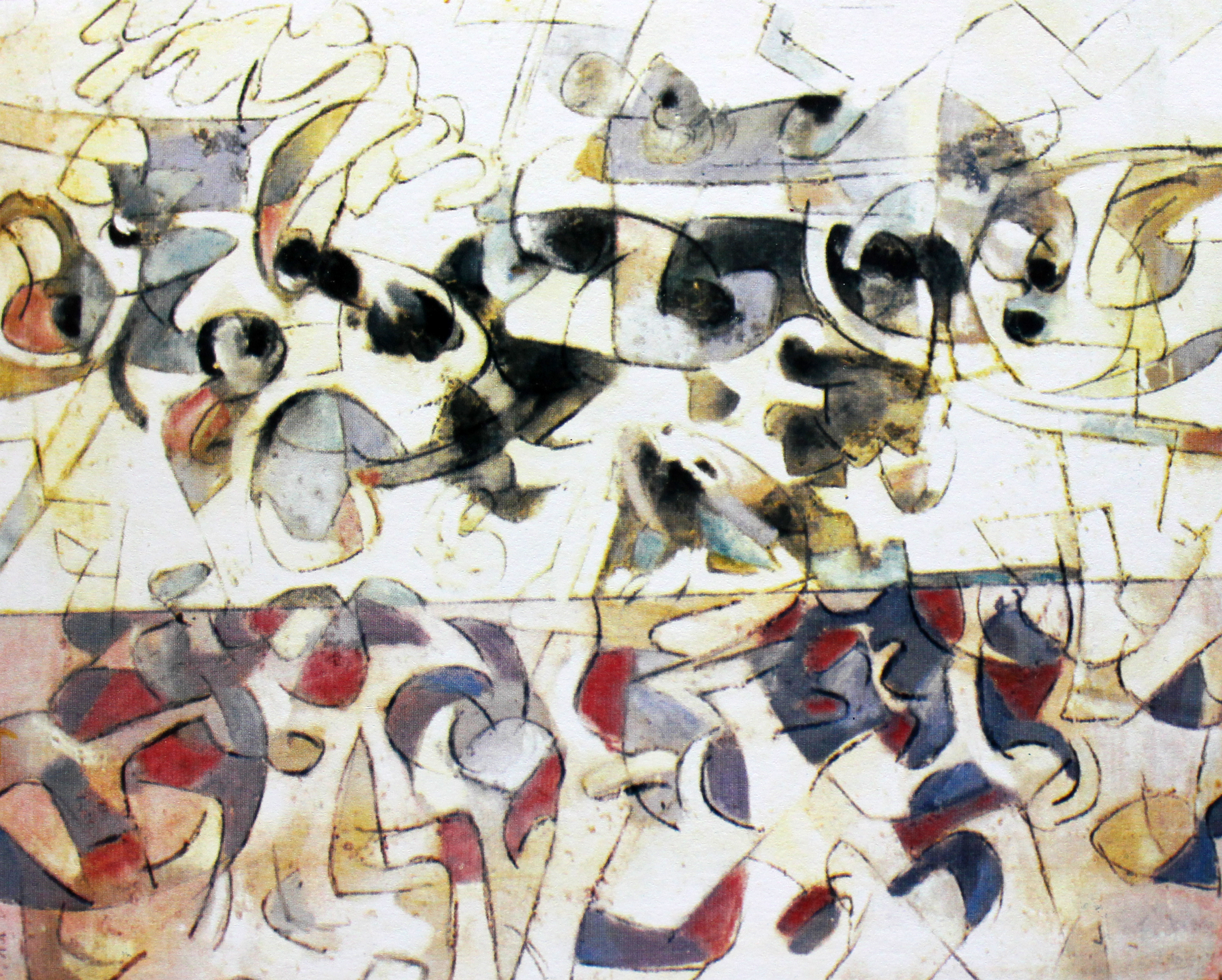
The sea, 1968, olja på duk, 80 x 100 cm.